# 千葉県立船橋高等学校
千葉県立船橋高等学校（ちばけんりつ ふなばしこうとうがっこう）は、千葉県船橋市東船橋に所在する県立高等学校。
通称「船高」（ふなこう）、「県立船橋」（けんりつふなばし）、「県船」（けんふな）。単に「船橋高校」（ふなばしこうこう）と呼ばれることもあるが、同名の高校が複数存在するので、特に区別する必要がある場合は正式名称か上記の通称が使用される。

## 概要
千葉県の進学指導重点校、文部科学省のスーパーサイエンスハイスクール (SSH) 指定校。船橋市、市川市、八千代市、習志野市、浦安市、松戸市で構成される第二学区にある。理数科は全県学区。
千葉県立千葉中学校・高等学校、千葉県立東葛飾中学校・高等学校と共に千葉県公立御三家と称される。
第二次世界大戦後、当時の学校長・山口久太の"図書室を中心とした学校づくり"の理念のもと、全国で初めて開架式図書館を導入した。GHQ関東軍政部と文部科学省が、その図書運営方式を参考に1953年に学校図書館法を制定し、現在多くの小・中学校、高等学校で採用されている図書室様式の先駆けとなった。
著名な教員として人見元基（ロックシンガー、VOW WOW）がいる。
小説・ドラマ「高校入試」（湊かなえ脚本・著）の舞台・橘第一高校のモデル校であり、1970年に実際に本校で発生した入試問題漏洩事件を題材にしている。

### 教育方針
1. 自他敬愛の精神に立って互いに切磋琢磨し、専心研学の校風を樹立する。
2. 創造的な知性と円満な徳性を培い、社会的に有為な人材を育成する。
3. 強靱な体力と旺盛な気力を養い、自学・自律を通して実践力のある人間を育成する。
4. 勤労を重んじ、進んで学習環境の整備に努め、明るい学園を建設する。

## 沿革
- 1918年 - 教育者・賀川宣勝により東華学校[注釈 1]として創立。船橋大神宮隣の庄左右衛門宅別棟を教室とする。
- 1920年 - 神官・千葉健吉が東華学校を継承、船橋中学院と改称される。教室が大神宮客殿に移転。
- 1924年 - 現在地に移転する。
- 1929年 - 中学校令により中学校として認可され、財団法人船橋中学校となる。
- 1940年 - 船橋市が買収し船橋市立船橋中学校となる。5月15日、開校記念式典を挙行する。この日を創立記念日とする。
- 1943年 - 第2部を設立する。
- 1944年 - 県に移管され、千葉県立船橋中学校となる。
- 1948年 - 学制改革により千葉県立船橋高等学校となる。
- 1949年 - 男女共学となる。
- 1950年 - 市町村組合立習志野農業高等学校を併合し、習志野校舎とする。農業科を設置。従来の第2部を定時制課程とする。
- 1961年 - 習志野校舎を新築移転。同時に農業科を園芸科に改組。
- 1963年 - 新設の千葉県立薬園台高等学校が習志野校舎を併合する（園芸科廃止）。
- 1969年 - 全日制課程理数科を設置。
- 1975年 - 学校群制度施行（第2学校群）。
- 1978年 - 単独選抜制度に改められる。
- 2003年 - 進学指導重点校に指定される。
- 2006年 - 普通教室に冷房設置。
- 2009年 - 全日制に単位制が導入される（2009年度入学生より）。文部科学省よりスーパーサイエンスハイスクール (SSH) の指定を受ける（2014年、2019年に再指定）。
- 2011年 - コアSSH校として採択。
- 2013年 - 第一回台湾研修
- 2019年 - 創立100周年事業に向け、校訓を「専心研学」、スクールカラーを青にする。[7]
- 2022年 - 県立学校長寿命化対策事業の一貫として、段階的に改修工事に着手。[8]

## 基礎データ

### アクセス
- 東船橋駅徒歩7分
- 船橋競馬場駅 徒歩12分

### 象徴
校章
橘（たちばな）の5弁5萼の花をかたどったもの。橘の香り高い花は、古典文化にゆかり深く、その常緑の葉には、節操堅固の姿を看守できる。新学制のもと高等学校として再出発するに当たり、本校に集う若人たちの、生新な文化創造への意志並びに真理と正義をめざしての限りない前進を期待し、それを象徴するものとして、橘をもって校章としたものである。また、本校の文化祭の名称である「たちばな祭」もこれに由来する。
校歌
作詞：サトウハチロー　作曲：山田耕筰
校訓
専心研学："集中して学問を研く"、"全力で学問・研究に徹する"の意。現行の学校教育目標の一節「専心研学の校風を樹立する」に由来する。
スクールカラー
青：校歌の一節「大空映して 寄せ来る波」に由来。

## SSHとしての取り組み
- 大学や博物館などを訪問し授業を受けることができる、SS講座の実施。
- 理数科を中心とした課題研究。研究成果の発表及び表彰の場である高校生理科研究発表会において、公立校として最多の71回の受賞回数を持つ[9]。
- 新型機材の設置など[10]。

## 設置課程
- 全日制（2009年度入学生より単位制導入）
  - 普通科
  - 理数科（1969年 - ）
- 定時制（単位制）
  - 総合学科（2021年度までは普通科[11]）

## 学校行事
- 入学式
- SS野外実習
理数科のみで行われる野外学習。初日に房総半島、2日目に三番瀬で、理科の特別授業が開催される。
- たちばな祭
毎年6月第3週に開催される文化祭。文化委員会主導のもと、生徒発案・生徒主体で開催される。
- 芸術鑑賞会
毎年7月に1年生のみで行われる。劇場で歌舞伎を鑑賞する。
- 球技大会＊
毎年7月に開催される。何種目かの大会が開催され、各学年で競う。
- オーストラリア短期留学
夏休みの間、2年生の中で選ばれた30人程度の生徒が、2週間程度オーストラリアで語学留学をする。留学中はホームステイを行い、様々な地を訪問する。
- 陸上競技大会＊
毎年10月に開催される大会。いくつかの種目に分かれ、一人二種目に参加する。
＊2023年度は改修工事に伴い上グラウンドが使用できないため、規模を縮小し 球技大会 と 陸上競技大会 を同時にまとめて 球技・スポーツ大会 とし、9月に行った。
また、2024年度も同じく スポーツ大会 とした。10月に実施された。
- ほととぎす祭・冊子の部
毎年10月末ごろに文化委員会主導のもと開催される。各々の部活動や有志団体が自由に冊子を作り、生徒会のチェックのもと本館南館間の廊下で配布される。金銭の取引はなく、早い者勝ち方式である。
- 修学旅行
毎年11月に2年生が関西方面に旅行をする。3泊4日。
- 遠足
修学旅行の最終日、1・3年生で開催される。日帰り。
1年生は鎌倉・江の島旅行である。3年生の方面はおもに南関東であり、各々のクラスで行き先を決めて行われる。
- ほととぎす祭・合唱の部
毎年11月に文化委員会主導のもと開催される1・2年生による合唱祭。

- かるた大会
毎年1月に文化委員会主導のもと開催されるかるた大会。団体戦は1年生全員で取り組み、体育館に吊るされた大きな札を取り合う。個人戦は、1年生クラス代表と1・2年生有志参加者が、二人一組で戦う。初戦は船橋大神宮で行われる。
- 予餞会
卒業式の前の日に行われ、各部活動・委員会、教員などが発表をする。
- 卒業式
当日には卒業生有志が、生徒会無許可で発行した冊子「言いたい放題」を有料で販売する。2024年度、当冊子は創刊50周年となった。

- 台湾研修
理数科と一部の普通科の希望者のみで行われる台湾での研究発表会。1週間ほどかけて様々な大学や高校を訪問し、英語を使って研究発表や交流を図る。

## 施設
本館、南館、新館のほか、体育館やセミナーハウス、武道場などが設置されている。屋内プールが設置されている。
グラウンドは陸上競技トラックを有する上グラウンドと、第二次世界大戦期に利根川放水路として掘削されたものの戦況の悪化により工事中止となり、その後用水路が船橋ルートから検見川ルートに変更された後に売却された用地である下グラウンド兼野球場に分かれている。上グラウンド近くや中庭、隣接する宮本中学校のそばにテニスコートがある。
現在は大規模改修の為、普通教室が上グラウンドに建てられた仮設校舎に移動している。また、仮設校舎が建設されているため、上グラウンドは使用ができない。

## 部活動
- 野球部
- ソフトテニス部
- 硬式テニス部
- バレーボール部
- バスケットボール部
- 卓球部
- 柔道部
- 剣道部
- 陸上競技部
- サッカー部
- 水泳部
- 水球部
- ワンダーフォーゲル部
- バドミントン部
- アーチェリー部
- ダンス部
- ソングリーディング部
- クイズ研究会部
- 生物部
- 地学部
- 自然科学部（物理班・化学班）
- 歴史研究部
- 合唱部
- オーケストラ部
- 軽音楽部（元フォークソング部）
- ジャズバンド部
- アコースティックギター部
- 演劇部
- ジャグリング部
- 美術部
- 書道部
- 華道部
- 茶道部
- 陶芸部
- 将棋部
- 鐵道研究部
- 写真部
- JRC部
- コンピュータ部
- 現代視覚文化研究部
- 英語ディベート部

### 有志委員会
- 放送委員会（文化部にも数えられる）
- 文化委員会
- 応援委員会
- 図書委員会

### 同好会
- 数学同好会
- 囲碁同好会
- 文芸同好会

## 著名な出身者

### 政治家・官僚
- 野田佳彦（第95代内閣総理大臣）[12]
- 服部友則（第15代八千代市長）
- 藤代孝七（第18代 - 21代船橋市長）
- 蕨和雄（第6代佐倉市長）
- 伊藤康成（第25代防衛事務次官）
- 宇野善昌（第13代復興庁事務次官）
- 末宗徹郎（第8代復興庁事務次官）
- 竹内努（第21代法務省民事局長）
- 丸井博（元防衛監察本部副監察監）

### 学者
- 植村八潮（人文社会情報学者、専修大学教授、元日本出版学会会長）
- 牛村圭（比較文化学者、国際日本文化研究センター教授）
- 私市保彦（フランス文学者、比較文学者、武蔵大学名誉教授）
- 亀田啓悟（経済学者、関西学院大学教授）
- 佐々木寛（国際政治学者、新潟国際情報大学教授）
- 佐々木由香（神経科学者、ブラウン大学准教授）
- 神馬征峰（国際保健学者、東京大学名誉教授）
- 千石正一（動物学者）
- 服部龍二（政治学者、中央大学教授）
- 柳町功（経営学者、慶應義塾大学教授）
- 渡邊啓貴（政治学者、東京外国語大学名誉教授、帝京大学教授）

### 作家・出版業界
- 青葉奈々
- 木暮太一
- 高橋信之 (出版プロデューサー)
- 仲俣暁生
- 上山道郎
- 江川紹子[12]
- 黒田伸

### マスコミ
- 青山友紀
- 阿部哲子
- 飯塚治
- 小川浩司
- 栗本祐子
- 佐久間あすか
- 高野純一
- 原大策
- 宮田修
- 柳生聡子

### 芸能界
- 新子夏代（声優、舞台俳優）
- 佐々木由香（声優）
- 大垣友紀惠（デザイナー）
- 片渕須直（アニメーション監督）
- 大河原孝夫（映画監督）
- 劇団ひとり（芸人）※定時制課程普通科
- 佐藤龍一（シンガーソングライター）
- ディーン・フジオカ（俳優）[12]
- 田久保裕一（指揮者）
- 寺嶋由芙（アイドル）
- 栃木孝夫（元THE BOOM）

### スポーツ
- 小野剛（サッカー）
- 下仁（陸上）
- 白神守（バレーボール）
- 早川大輔（野球）
- 日野茂（野球）
- 式田信一（野球）

### その他
- 小川正洋（政治活動家、民族主義者）
- 林尚弘（実業家、FCチャンネル代表取締役兼社長、武田塾創設者）
- 猪野薫（DIC株式会社代表取締役会長）
- ロック岩崎（航空自衛官、エアショーパイロット）
- あばだんご（ファミコン名人、YouTuber）